# باشگاه فوتبال استاد برستوا ۲۹
باشگاه فوتبال استاد برستوا ۲۹ که برست نیز نامیده میشود (فرانسوی: Stade Brestois 29‎) یک باشگاه فوتبال در شهر برست، فرانسه است، که هم اکنون عضو لیگ لوشامپیونه می باشد.
این باشگاه که در سال ۱۹۵۰ تأسیس شده سابقه قهرمانی در لیگ ۲ فرانسه را در فصل ۸۱–۱۹۸۰ دارد.

## حضور در لیگ قهرمانان اروپا
این تیم با قرار گرفتن در جایگاه سوم لیگ ۱ فرانسه  در فصل ۲۵-۲۰۲۴ توانست برای نخستین بار در تاریخش به لیگ قهرمانان اروپا ۲۵–۲۰۲۴ راه یابد.